# Henri Kling
Henri Adrien Louis Kling, né à Paris le 14 février 1842 et mort à Genève (Suisse) le 2 mai 1918, est un  compositeur suisse d'origine allemande, chef d'orchestre, organiste et corniste. Son père, Ludwig Christoph Kling, est allemand et sa mère Claudette, née Rémy, est française.

## Biographie
Kling déménage dans la ville natale de son père avec ses parents à l'âge de deux ans et grandit à Karlsruhe. Sa mère meurt peu de temps après et son père se remarie. Il étudie le cor avec le virtuose Jacob Dorn à Karlsruhe. À l'âge de vingt ans, il est nommé corniste dans l'orchestre du Grand Théâtre, l'opéra de Genève, et il joue également dans l'orchestre Pépin. En 1865, il publie une méthode très appréciée pour le cor ("Horn Schule"). En 1866, il devient professeur de théorie de la musique, solfège et cor au Conservatoire de musique de Genève et reste à ce poste jusqu'à sa mort.
Ses goûts musicaux sont variés et étendus, et il est également organiste à l'église de Cologny, ainsi qu'à l'Église Saint-Germain de Genève. Il est également chef d'orchestre des orchestres des casinos de Genève et d'Évian-les-Bains en France, mais aussi maître de chapelle du Corps de Musique de Landwehr - Harmonie officielle de la République et canton de Genève (Suisse). Il est également professeur de musique et de chant au lycée de jeunes filles à Genève.
En tant que compositeur, il écrit des œuvres pour orchestre, orchestre d'harmonie, musique de théâtre, musique sacrée, musique vocale, musique de chambre ainsi que des œuvres pédagogiques. Kling arrange les concertos pour cor de Wolfgang Amadeus Mozart pour orchestre moderne et en écrit les cadences. Il arrange également le Concertino pour cor et orchestre en mi mineur, op. 45 de Carl Maria von Weber, le Concerto pour clarinette en la majeur KV 622, et le Concerto pour basson en si bémol majeur KV 191 (186e) de Mozart.

## Compositions

### Œuvres pour orchestre d'harmonie ou fanfare
- 1873 : Fantaisie romantique, pour orchestre d'harmonie
- 1873 : La France, ouverture pour orchestre d'harmonie
- 1873 : Les Sentiers de la montagne, pour orchestre d'harmonie
- 1873 : Marie, polka pour orchestre d'harmonie
- 1873 : Souvenir de Bonneville, fantaisie pour orchestre d'harmonie ou fanfare
- 1875 : Ariane, ouverture militaire pour orchestre d'harmonie
- 1876 : Le Génie de la montagne !, fantaisie pour orchestre d'harmonie
- 1877 : 1re fantaisie sur l'opéra "Le Flûtiste", pour orchestre d'harmonie ou fanfare
- 1877 : Marche Émilie, pour orchestre d'harmonie
- 1877 : Fantaisie romantique, pour orchestre d'harmonie
- 1877 : Feuilles volantes, fantaisie pour orchestre d'harmonie ou fanfare
- 1877 : La Reine Claude, marche pour orchestre d'harmonie
- 1877 : Le dimanche au village, fantaisie pour orchestre d'harmonie ou fanfare
- 1877 : Les sentiers de la montagne, fantaisie pour orchestre d'harmonie ou fanfare
- 1877 : Marche nationale, pour orchestre d'harmonie ou fanfare
- 1877 : Souvenir de la Côte d'or, fantaisie pour orchestre d'harmonie
- 1877 : Souvenir de la Savoie, fantaisie pour orchestre d'harmonie ou fanfare
- 1877 : Souvenir de Strasbourg, marche pour orchestre d'harmonie ou fanfare
- 1877 : Souvenirs d'autrefois, fantaisie pour orchestre d'harmonie ou fanfare
- 1878 : 1re Fantaisie sur l'opéra "Le Flûtiste", pour orchestre d'harmonie ou fanfare
- 1878 : Andante religieux, pour orchestre d'harmonie ou fanfare
- 1878 : Souvenir de Rumilly, fantaisie pour orchestre d'harmonie
- 1879 : Promenade dans la forêt, esquisse symphonique pour orchestre d'harmonie
- 1879 : Fabliau méridional, fantaisie pour orchestre d'harmonie
- 1879 : Les chevaliers de la tour des Pitons, épisode dramatique pour orchestre d'harmonie ou fanfare
- 1879 : Le Roi Childebert, ouverture militaire pour orchestre d'harmonie ou fanfare
- 1879 : Notre chère Alsace, fantaisie pittoresque pour orchestre d'harmonie
- 1879 : Une halte dans le Jura, esquisse symphonique pour orchestre d'harmonie
- 1880 : Air de ballet, scherzetto pour orchestre d'harmonie
- 1880 : Buissons de roses blanches, valse pour orchestre d'harmonie
- 1880 : Échos des Voirons, fantaisie pittoresque pour orchestre d'harmonie
- 1880 : La Charmante, polka pour orchestre d'harmonie
- 1880 : La jolie Fille de l'Estramadure, impromptu espagnol pour orchestre d'harmonie ou fanfare
- 1880 : La petite Alsacienne, mazurka bluette pour orchestre d'harmonie
- 1880 : Les Flibustiers, galop pour orchestre d'harmonie ou fanfare
- 1880 : Rossignol et grive, concerto polka pour piccolo et orchestre d'harmonie
- 1880 : Une Halte dans le Jura, esquisse symphonique pour orchestre d'harmonie
- 1881 : Au village, fantaisie pour orchestre d'harmonie
- 1881 : Hommage à Mozart, fantaisie concertante pour orchestre d'harmonie ou fanfare
- 1881 : Jeanne d'Arc, fantaisie héroïque pour orchestre d'harmonie
- 1881 : La Sultane El Hamra, marche arabe pour orchestre d'harmonie
- 1881 : Ouverture de l'opéra "La Reine Berthe", pour orchestre d'harmonie - arrangé par J. Flachaut
- 1881 : Souvenir de 1792, poème symphonique pour orchestre d'harmonie
- 1882 : Anne Boleyn, fantaisie tragique pour orchestre d'harmonie ou fanfare
- 1882 : Jean-Jacques Rousseau, marche triomphale pour orchestre d'harmonie ou fanfare
- 1882 : La Grande Route, marche pour orchestre d'harmonie ou fanfare
- 1882 : Parole d'honneur, marche pour orchestre d'harmonie ou fanfare
- 1882 : Sous les marronniers, fantaisie rustique pour orchestre d'harmonie ou fanfare
- 1882 : Souvenirs d'Alsace, fantaisie pour orchestre d'harmonie ou fanfare
- 1882 : Sur la Montagne, fantaisie pour orchestre d'harmonie ou fanfare
- 1882 : Sur les Allinges, fantaisie pour orchestre d'harmonie
- 1882 : Une soirée dansante à Trianon en 1780, menuet pour orchestre d'harmonie ou fanfare
- 1882 : Victor Emmanuel, ouverture militaire pour orchestre d'harmonie ou fanfare
- 1883 : À travers Champs, fantaisie pour orchestre d'harmonie
- 1883 : Genève, marche pour orchestre d'harmonie ou fanfare
- 1883 : Henriette d'Entragues, marche pour orchestre d'harmonie ou fanfare
- 1883 : Jane Gray, fantaisie dramatique pour orchestre d'harmonie ou fanfare
- 1883 : La Rose enchantée, fantaisie pour orchestre d'harmonie
- 1883 : La Tour de Langins, fantaisie pour orchestre d'harmonie
- 1883 : Les Mousquetaires, ouverture pour orchestre d'harmonie
- 1883 : Salut joli printemps, fantaisie pour orchestre d'harmonie
- 1883 : Une noce villageoise, divertissement rural pour orchestre d'harmonie ou fanfare
- 1883 : Une Soirée d'été dans les Alpes, grande fantaisie romantique pour orchestre d'harmonie ou fanfare
- 1884 : Aladin ou la Lampe merveilleuse, ouverture pour orchestre d'harmonie ou fanfare
- 1884 : Contes bleus, fantaisie pour orchestre d'harmonie ou fanfare
- 1884 : Contes de fée - 2e suite composée de 4 morceaux, pour orchestre d'harmonie ou fanfare
- 1884 : Dimanche matin au hameau, fantaisie pour orchestre d'harmonie
- 1884 : Échos du sentier, fantaisie pour orchestre d'harmonie
- 1884 : Étoiles dans la nuit, fantaisie pour orchestre d'harmonie ou fanfare
- 1884 : Fleurs d'été, fantaisie pour orchestre d'harmonie ou fanfare
- 1884 : Horizons lointains, romance pour orchestre d'harmonie ou fanfare
- 1884 : Idéal et vérité - Romance sans paroles, pour orchestre d'harmonie
- 1884 : L'éventail, mazurka pour orchestre d'harmonie ou fanfare
- 1884 : Le Général Hoche, marche pour orchestre d'harmonie
- 1884 : Le Général Marceau, marche pour orchestre d'harmonie ou fanfare
- 1884 : Le retour de la victoire, ouverture militaire pour orchestre d'harmonie ou fanfare
- 1884 : Marche nuptiale religieuse, pour orchestre d'harmonie ou fanfare
- 1884 : Nouvelles Montagnardes, fantaisie pour orchestre d'harmonie
- 1885 : La Esmeralda, ouverture pour orchestre d'harmonie
- 1886 : La Chablaisienne, fantaisie pour orchestre d'harmonie ou fanfare
- 1887 : À Temps perdu, fantaisie pour orchestre d'harmonie
- 1887 : Feuilles de laurier, fantaisie concertante pour orchestre d'harmonie ou fanfare
- 1887 : Hommage à Haydn - Fantaisie avec Variations, pour orchestre d'harmonie
- 1887 : La Stella d'Italia (L'Étoile d'Italie), ouverture militaire pour orchestre d'harmonie ou fanfare
- 1887 : La Chemin des étoiles, fantaisie romantique pour orchestre d'harmonie ou fanfare
- 1887 : Le Général Kléber, marche pour orchestre d'harmonie ou fanfare
- 1887 : Le Maréchal Masséna, marche pour orchestre d'harmonie, op. 426
- 1887 : Simple Historiette, fantaisie pour orchestre d'harmonie ou fanfare
- 1888 : La Grotte de Neptune, fantaisie pour orchestre d'harmonie, op. 428
- 1888 : Le Retour des hirondelles, fantaisie pour orchestre d'harmonie, op. 429
- 1889 : Autour du Drapeau, fantaisie pour orchestre d'harmonie ou fanfare
- 1889 : Dans les Espaces, fantaisie pour orchestre d'harmonie ou fanfare
- 1889 : L'Invulnérable !, pas redoublé pour orchestre d'harmonie, op. 367
- 1889 : Menuet de la Régente, pour orchestre d'harmonie ou fanfare
- 1889 : Sous les Sapins !, fantaisie pour orchestre d'harmonie ou fanfare
- 1889 : Une Partie de montagne, fantaisie pour orchestre d'harmonie, op. 425
- 1889 : Polonaise de concert, pour orchestre d'harmonie, op. 433
- 1890 : Bourgeons d'avril, valse pour orchestre d'harmonie ou fanfare, op. 490
- 1890 : Chant national suisse, pour orchestre d'harmonie
- 1890 : Une Fête chez les papillons, fantaisie humoristique pour orchestre d'harmonie ou fanfare, op. 496
- 1891 : Du Temps jadis, fantaisie classique pour orchestre d'harmonie ou fanfare, op. 491
- 1891 : L'Océan, fantaisie pour orchestre d'harmonie ou fanfare, op. 510
- 1892 : Drapeaux déployés, pas redoublé pour orchestre d'harmonie
- 1893 : Savoir mourir gaiement, ouverture militaire pour orchestre d'harmonie ou fanfare, op. 457
- 1893 : Le Chemin qui monte, fantaisie pour orchestre d'harmonie ou fanfare, op. 542
- 1894 : In the Cathedral, fantaisie
- 1895 : Le Diamant noir, pas redoublé pour orchestre d'harmonie
- 1897 : Regards vers la Montagne, fantaisie pour orchestre d'harmonie ou fanfare
- 1898 : La Polka du printemps, pour orchestre d'harmonie ou fanfare
- 1898 : Vers le Ciel ! Andante religieux, pour orchestre d'harmonie
- 1899 : Arnold de Melchtal, pas redoublé pour orchestre d'harmonie ou fanfare
- 1899 : Vers le Bonheur !, mazurka pour orchestre d'harmonie ou fanfare
- 1900 : Dans les Roses, valse pour orchestre d'harmonie ou fanfare
- 1900 : Jours ensoleillés, fantaisie pour orchestre d'harmonie ou fanfare
- 1901 : En plein Air !, fantaisie pour orchestre d'harmonie ou fanfare
- 1901 : Face au drapeau, pas redoublé pour orchestre d'harmonie ou fanfare
- 1902 : Aller et retour, pas redoublé pour orchestre d'harmonie ou fanfare
- 1902 : Au Pays des rêves, fantaisie pour orchestre d'harmonie ou fanfare
- 1902 : Ce que l'on entend dans la forêt, fantaisie pour orchestre d'harmonie ou fanfare et chœur à deux voix ad libitum
- 1903 : Die Perlen, concerto polka pour deux cornets (ou trompettes) et orchestre d'harmonie
- 1904 : L'Oiseau bleu, polka pour deux cornets et orchestre d'harmonie ou fanfare
- 1904 : Une Halte au Mont Louis, fantaisie pour orchestre d'harmonie ou fanfare
- 1905 : Fantaisie sur l'opéra "Le Castel de Ripaille", pour orchestre d'harmonie
- 1906 : Mosaïque sur l'opéra "Le flûtiste", pour orchestre d'harmonie ou fanfare
- 1907 : A Summer Evening in the Alps, pour orchestre d'harmonie
- 1908 : De twee vinken (Die beiden kleinen Finken/The Two Little Bulfinches/Les deux petits Pinsons), pour 2 piccolos (ou 2 trompettes, ou xylophones) et orchestre d'harmonie[7]
- 1913 : Sur le bord du chemin, marche de parade pour orchestre d'harmonie
- 1914 : En Route !, fantaisie pour 4 trompettes et orchestre d'harmonie
- 1914 : Notre Drapeau !, pour 4 trompettes et orchestre d'harmonie
- 20 Weihnachtslieder und Choräle, pour orchestre d'harmonie
- Écho des Bastions, pour orchestre d'harmonie
- Echo im Walde!, fantaisie pour orchestre d'harmonie
- Fauvette et Sansonnet, polka pour orchestre d'harmonie, op. 551
- Ouverture sur l'opéra "Le flûtiste", pour orchestre d'harmonie
- La grande route, marche pour orchestre d'harmonie ou fanfare
- Les Oiseaux de Passage, concert polka pour orchestre d'harmonie
- Kriegerfest, ouverture pour orchestre d'harmonie
- Lustige Musikantenstreiche, humoresque pour orchestre d'harmonie, op. 483
- Salut à Genève - Marche de l'Exposition nationale suisse - (Gruß an Genf - Genfer Ausstellungsmarsch), pour orchestre d'harmonie
- Scènes alpestres (Shepherd's life in the Alps), fantaisie pastorale
- Les Inséparables, pour orchestre d'harmonie
- The Nightingale and the Blackbird, pour orchestre d'harmonie
- Une soirée-thé à Kiautschou, fantaisie chinoise pour orchestre d'harmonie

### Musique de théâtre

#### Opéras
| Achevé en | Titre                      | Actes   | Première                    | Livret |
| --------- | -------------------------- | ------- | --------------------------- | ------ |
| 1864      | Le dernier des Paladins    |         | 1864, Genève, Grand-Théâtre |        |
| 1866      | Les deux rivaux            |         | 1866, Genève, Grand-Théâtre |        |
| 1866      | L'Échafaud de Berthelier   |         |                             |        |
| 1875      | Le castel de Ripaille      | 3 actes |                             |        |
| 1877      | Le flûtiste, opéra comique | 1 acte  | 1877, Genève, Grand-Théâtre |        |
| 1878      | La Reine Berthe            | 3 actes |                             |        |

#### Musique de scène
- Musique pour la tragédie "Huss"

### Musique vocale

#### Cantates
- Jean-Jacques Rousseau, cantate pour solistes, chœur mixte et orchestre

#### Œuvres pour chœur
- Le Chant des Forêts, pour chœur d'hommes à quatre voix
- Le droit de vivre, pour chœur d'hommes - texte : Paul Privat
- Le renouveau, pour chœur d'hommes - texte : Paul Privat
- Le Rhône, pour chœur d'hommes à quatre voix, op. 484
- Le vent de l'Alpe, pour chœur d'hommes
- Le Vésuve, pour chœur d'hommes à quatre voix, op. 471
- Le vin, pour chœur d'hommes à quatre voix, op. 482
- Les cloches de la nouvelle année, pour chœur mixte - texte : Alexandre Henri Guillot
- Marche des pinsons, pour chœur à deux voix égales a cappella
- Marche fleurie, pour chœur de femmes a cappella
- Marche scolaire "De quel jour éclatant", pour chœur à trois voix égales a cappella
- Ode aux oiseaux, pour chœur d'hommes à quatre voix - texte : F. Ketterer
- Pastorale, pour chœur à trois voix égales a cappella
- Patria, pour chœur d'hommes à quatre voix
- Psaume 90, chant de Nouvel-an, pour chœur mixte a cappella
- Semailles, pour chœur à deux voix égales a cappella
- Solitude, pour chœur de femmes ou d'enfants à trois voix a cappella
- Soyons unis !, pour chœur de femmes ou d'enfants à trois voix a cappella
- Sur le lac, pour chœur d'hommes à quatre voix
- Sur le Léman, pour chœur de femmes a cappella
- Triomphe de la liberté, pour chœur d'hommes - texte : Paul Privat
- Vaincre ou mourir - Chant national, pour chœur d'hommes
- Zwei Gesänge, pour chœur de femmes à trois voix a cappella

- 1. Die Alpenrose - texte : Theodor Löwe
  2. Und ob der holde Tag vergangen - texte : Julius Sturm

#### Mélodies
- 1877 : La Veuve du Bosphore !, romance pour voix et piano - texte : Valentine de Sellon
- 1888 : L'Alerte au camp !, pour voix et piano - texte : A. Condamin
- 1888: La Garde du drapeau !, pour voix et piano - texte : A. Condamin
- 1889 : Jour glorieux !, chant patriotique pour voix et piano - texte : Joanny Jacquemier
- 1898 - 1907 : Album populaire suisse - 40 mélodies et airs nationaux suisses, pour voix et piano
- 1898 : Le Baptême d'un pinson !, pour voix et piano - texte : S. Borel
- 1901 : Chante, Nature !, pour voix et piano - texte : S. Borel
- 1903 : L'Océan !, pour voix et piano - texte : S. Borel
- 1904 : Chantons les Peupliers, pour voix et piano - texte : S. Borel
- Album de 10 chants de Noël populaires, pour voix et piano
- L'aube naît et ta porte est close…, aubade pour voix et piano - texte : Victor Hugo
- Ces voûtes séculaires, chanson en 2 parties pour voix et piano

### Musique de chambre
- 1880 : Sonate en la mineur, pour cor et piano
- 1893 : Quatre petits morceaux, pour violon et piano
- 1900 : Romanze, pour violon (ou clarinette, ou flûte traversière) et piano
- 1903 : La Reine des Alpes, fantaisie pour 4 cors de chasse en Mi bémol ou Ré.
- 1910 : L'Aube et le matin, fantaisie pour 2 cors
- 1910 : Matinée de printemps, fantaisie pour 4 cors
- 1913 : Coucher de soleil, fantaisie pour 4 cors
- 1913 : Face au soleil levant, fantaisie pour 4 cors
- 1913 : Les Jours de soleil, fantaisie pour 4 trompettes
- 1913 : Matinée d'automne, fantaisie pour 4 trompettes
- 1913 : Salut au beau Jura, fantaisie pour 4 cors
- 1914 : Au Point du jour !, fantaisie pour 4 cors
- 1914 : Feuilles dans le vent, fantaisie pour 4 cors
- 1914 : Fleurs au vent, fantaisie pour 4 cors
- 1914 : Marche des fiançailles, pour 4 cors
- 1914 : Prélude helvétique, pour 4 trompettes
- 1914 : Sous la Tonnelle, fantaisie pour 4 trompettes
- Hochzeitsständchen, pour flûte traversière, cor et piano (ou quatuor à cordes)
- 3 Fantaisies, pour cor et piano
- 20 größere Duette, pour 2 cors
- 30 Duetten, pour 2 cors
- 30 selected pieces by various composers, pour 3 cors
- Concerto de Cuisine (Kitchen symphony), pour percussions et piano, op. 445
- Fandango, danse espagnole pour violon et piano, op. 556
- Die Perlen, pour xylophone (ou 2 trompettes) et piano
- Die Unzertrennlichen, pour trompette, trombone et piano
- Le Départ des Chasseurs, pour ensemble de cor de chasse
- L'éléphant et la mouche, duo caractéristique pour piccolo, basson (ou tuba) et piano, op. 520
- Les Légendes de la Forêt, pour ensemble de cors de chasse
- Merle et Fauvette, polka pour 2 cornets et piano
- Sous les Lilas, pour ensemble de cors de chasse

### Œuvres pour piano
- 1876 : Vive Gambrinus, galop
- 1878 : L'églantine !, grande valse de concert
- 1879 : Souvenir de Marlioz, mazurka
- 1880 : Le Joli Mois de mai, valse
- 1881 : L'Azaléa rose, mazurka
- 1882 : Valse Kursaal "Souvenir de Montreux"
- 1883 : Les Naïades, grande valse de concert
- 1884 : Béranger, quadrille
- 1886 : Bracelet d'émeraude, mazurka
- 1886 : Paillettes d'or !, écossaise
- 1888 : La Valse des Muses
- 1890 : Marche fleurie
- 1896 : Au village suisse, idylle
- 1904 : Le drapeau fédéral, op. 419
- Les échos de fête du monde
- Scènes alpines, fantaisie

### Œuvres pédagogiques
- 1865 : Méthode pour cor
- 1872 : Recueil de chants pour la Suisse romande à l'usage des écoles et des familles
- 1881 : Twenty-five Studies and Preludes, pour cor
- 1888 : Das Gesamtgebiet der Schlaginstrumente im Orchester: volkstümlich-praktische Schule für alle im Orchester verwendeten Schlaginstrumente sowie die wichtigsten Fantasieinstrumente mit vielen Übungen & Abbildungen, op. 402
- 1889 : Leichtfaßliche praktische Schule pour clarinette, op. 425
- 1900 : Leichtfaßliche praktische Schule pour violon, op. 453
- 1900 : Leichtfaßliche praktische Schule pour violon alto, op. 454
- 1905 : Blumenlese - Recueil de chants allemands avec annotations et vocabulaire français, à l'usage des écoles de langue française
- 10 Études, pour trombone
- Seventeen melodious studies, pour flûte traversière
- 30 Études, pour trombone
- 40 Characteristic Etudes, pour cor
- Leichtfaßliche praktische Schule, pour hautbois
- Leichtfaßliche praktische Schule, pour trompette en si (Cornet à pistons)
- Six grands préludes, pour cor
- Twenty-five studies and preludes, pour cor

## Écrits
- Mozart et Grétry à Genève 1766-1767, in : Journal de Genève, 28 juillet 1866[8]
- Jean-Jacques Rousseau considéré comme musicien, in : Revue suisse des beaux-arts, 1877/85; 1877/103; 1877/111,
- Traité d'orchestration, 1882, rév. 1905.,  (ISBN 978-5-518-44587-1)
- Noten- und Partiturbeispiele zu H. Kling's Populärer Instrumentationslehre, Hanovre: Louis Oertel Verlag, 1882. 132 p.
- Populäre Instrumentationslehre mit genauer Beschreibung der Eigenthümlichkeiten jeden Instrumentes: sowie einer Anleitung zum Conductor, Bände 1-2, Hanovre: Louis Oertel, 1883.
- Practical Anweisung zum Transponieren: für Gesangsstimmen, Streich-, Holz- und Blechinstrumente, sowie speziell für Klarinette, Kornett, Trompete, Waldhorn usw, mit vielen Notenbeispielen, Hanovre: Louis Oertel, 1883. 43 p.
- Practical Anleitung zum Dirigieren, nebst beachtenswerten Ratschlägen für Orchester- und Gesangvereinsdirigenten, Hanovre: Louis Oertel, 1886.
- Der vollkommene Musik-Dirigent: gründliche Abhandlungen über alles was ein Musik-Dirigent (für Oper, Symphonie-, Konzert-Orchester, Militärmusik oder Geschangedöre) in theoretischer und praktischer Hinsicht wißen muß, um eine ehrende Stellung einzunehmen und sich die Achtung seiner Kollegen, seiner Untergebenen und des Publikums zu verschaffen, Hanovre: Louis Oertel's Musik-Verlage, 1890. 390 p.
- Elementar-Prinzipien der Musik…, Hanovre, Louis Oertel's Musikbibliothek, 1890.
- Charles de Dittersdorf, Turin : Rivista musicale italiana, 1899,15 p.
- Boieldieu à Genève en 1833, Turin : Rivista musicale italiana, 1900,27 p.
- Félix Mendelssohn-Bartholdy en Suisse d'après sa correspondance, Paris : 1900.; publié dans Le Ménestrel (Paris. 1833), (LXVI)
- Théorie élémentaire et pratique de l'art du chef d'orchestre, directeur de musique d'harmonie, fanfare et société chorale, Lausanne : Fœtisch Frères, éditeurs; Paris: Librairie Fischbacher, 1901,56 p.
- Schiller et la musique, S.l. : s.n., 1901.
- Le centenaire d'un compositeur suisse célèbre: Louis Niedermeyer, Turin : Fratelli Bocca, 1902.
- Un compositeur suisse ennemi de Mozart, Hans Georg Naegeli, in : La Revue musicale, Paris. 1902.pp. 104-110
- Franz Grillparzer et Ludwig van Beethoven, Turin : Fratelli Bocca, 1903.16 p.
- Wolfgang Amadeus Mozart - Sa Vie et ses Œuvres, 2e édition de la Biographie populaire avec des documents inédits en français, Bruxelles : R. Van Assche, 1903-1904. 47 p.
- Kapellmeister Oscar Jüttner, Leipzig : Breitkopf & Härtel, 1905,55 p.
- Johann Wolfgang von Goethe et Hector Berlioz, Turin : Fratelli Bocca, 1905. 20 p.
- avec Friedrich Krekeler : Anleitung zum Blasen des Signal-Posthorns (oder der sogenannten Posttrompete): Mit Melodien, Leipzig : Breitkopf & Härtel, 1905.
- Jean-Jacques Rousseau et ses études sur l'Harmonie et le Contrepoint, Turin : Fratelli Bocca, 1905. 23 p.
- Madame de Staël et la musique, Turin : Fratelli Bocca, 1906. 23 p.
- Helmine de Chézy (1783-1856), Turin : Fratelli Bocca, 1907. 15 p.
- Marie-Anne Mozart (1751-1829), Turin : Fratelli Bocca, 1907. 20 p.
- Beethoven et le Baron de Trémont, Turin : Fratelli Bocca, 1908. 20 p.
- Elementar-Prinzipien der Musik nebst populärer Harmonielehre, Abriß d. Musikgeschichte und biographischer Notizen nach leichtfaßlichstem System, Hanovre: Louis Oertel Verlag, 1908. 128 p.
- Riccardo Wagner a Lucerna e a Triebschen, Turin : Fratelli Bocca, 1909. 7 p.
- Lamartine et la Musique, Milan : Fratelli Bocca, 1910. 23 p.
- Le cor de chasse, Turin : Fratelli Bocca, 1911. 44 p.
- Beethoven et ses relations avec le compositeur et éditeur de musique suisse: Hans Georges Naegeli, de Zurich, Turin : Fratelli Bocca, 1912. 11 p.
- General-Tafelle sämmtlicher Sing-Stimmen und Musik-Instrumente, welche im modernen Orchester angewandt werden, deren Normalumfang, Klanghöhe (zueinander) u. Schreibart, Hanovre : Louis Oertel, non daté
- Populäre Kompositions-lehre zum Schulgebrauch wie zum Selbststudium angehender Komponisten, Hanovre : Oertel's Musik-Verlag, non daté. 480 p.